# Жаберо
Жаберо — деревня в Андреапольском районе Тверской области. Входит в состав Андреапольского сельского поселения.

## География
Деревня расположена в восточной части района. Находится на расстоянии примерно в 9,5 км к северу от города Андреаполь. Стоит на берегу реки Жаберка.

## История
На топографической трёхвёрстной карте Фёдора Шуберта, изданной в 1871 году, обозначена деревня Жаберы. Имела 1 двор.
На карте РККА 1923—1941 годов обозначена деревня Жаберо. Имела 14 дворов.

## Население
| 2002 | 2010 |
| ---- | ---- |
| 1    | ↘0   |

Национальный состав
Согласно результатам переписи 2002 года, в национальной структуре населения русские составляли 100 % от жителей.